# Munttheater
Het Munttheater in Weert is in 1974 opgericht onder de naam Cultureel Centrum De Munt. In 2005 is de naam gewijzigd in Stichting Munttheater. Het theater is gevestigd boven het winkelcentrum Muntpassage en trekt circa 50.000 bezoekers op jaarbasis. Er is plaats voor 459 personen, 324 in de zaal en 135 op het balkon.